# Turate
Turate là một đô thị ở tỉnh Como trong vùng Lombardia, có cự ly khoảng 40 km về phía đông bắc của Milano và khoảng 30 km về phía đông nam của Como. Tại thời điểm ngày 31 tháng 12 năm 2004, đô thị này có dân số 8.328 người và diện tích là 10,1 km².
Đô thị Turate có các frazioni (các đơn vị trực thuộc, chủ yếu là các làng) Santa Maria, Mascazza, Piatti, và Fagnana.
Turate giáp các đô thị: Cirimido, Cislago, Fenegrò, Gerenzano, Limido Comasco, Lomazzo, Rovello Porro.